# Claude Antoine de Béziade

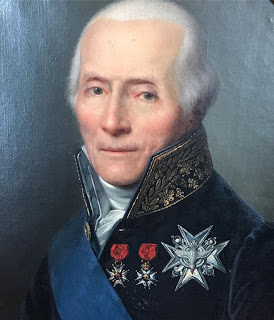
Claude Antoine de Béziade, marquis d’Avaray, Anonym, Ende 18. Jahrhundert

Claude Antoine de Béziade (auch Bésiade, * 16. Juli 1740 in Paris, Pfarrei Saint-Sulpice; † 25. April 1829 in Avaray) war ein französischer Militär und Politiker des 19. Jahrhunderts.
Er war Marquis und später (1817) 2. Duc d’Avaray, Pair de France, Baron de Lussay, Seigneur de Lestiou, de Courbouzon et de La Brosse-Montmort.

## Leben
Claude Antoine de Béziade war der Sohn von Charles Théophile de Béziade (1701–1746), Marquis d’Avaray, und Marguerite Élisabeth Mégret d’Étigny; bis 1817 war er unter dem Titel Marquis d’Avaray bekannt.

### Ancien Régime
Wie seine Vorfahren schlug er die Militärlaufbahn ein: Er trat im August 1755 in den Dienst der Chevau-léger de la garde du roi und erhielt 1757 nach dem Tod seines älteren Bruders das Amt des Grand-bailli d’Èpée von Orléans. Am 13. April 1759 wurde er Hauptmann im Régiment de Mestre-de-Camp Général mit dem er die Feldzüge des Siebenjährigen Krieges mitmachte; am 1. August 1759 wurde er in der Schlacht bei Minden verwundet.
Er wurde 1765 zum Oberst im Régiment des Grenadiers de France ernannt, am 22. Juni 1767 zum Oberst im Régiment de La Couronne, 1770 zum Ritter im Ordre royal et militaire de Saint-Louis, 1771 zum Maître de la garde-robe de Monsieur, Comte de Provence (der spätere König Ludwig XVIII.), am 1. Mai 1780 zum Brigadier d’infanterie und am 5. Dezember 1781 zum Maréchal de camp.

### États généraux von 1789 und Assemblée constituante
Am 1. April 1789 wurde er vom Adel des Orléanais zum Abgeordneten der Generalstände von 1789 gewählt und gehörte der Verfassungsgebenden Versammlung (Konstituante) an.
In der Sitzung vom 4. August 1789, als der Versammlung die Erklärung der Menschen- und Bürgerrechte zur Abstimmung vorgelegt wurde (die Versammlung hatte beschlossen, dass der Verfassung diese Erklärung vorausgehen sollte), legte Avaray seinen Kollegen eine „Erklärung der Pflichten des Menschen und des Bürgers“ vor, die auf die erste folgen sollte. Sein Vorschlag lautete:
- 1° Jeder Franzose schuldet Gott, der Religion und ihren Amtsträgern Respekt: Er darf niemals den öffentlichen Gottesdienst stören;
- 2° Er schuldet dem König Respekt, dessen Person heilig und unverletzlich ist;
- 3° Die erste Tugend eines Franzosen ist die Unterwerfung unter die Gesetze: Jeder Widerstand gegen das, was sie ihm vorschreiben, ist ein Verbrechen;
- 4° Er muss im Verhältnis zu seinem Eigentum, gleich welcher Art, zu den Kosten beitragen, die für die Verteidigung des Staates und für die Ruhe, die eine gute Regierung ihm sichert, notwendig sind;
- 5° Er muss das Recht anderer respektieren.[1] Der Entwurf wurde zur Prüfung an die Bureaux verwiesen.

Der Marquis d’Avaray gehörte stets zur Minderheit der Verfassungsgebenden Versammlung: Er unterzeichnete die Memoranden und Proteste vom 24. Juni und 6. Oktober 1790, 30. März, 4. Mai, 29. Juni, 31. August sowie 15. und 29. September 1791 gegen die Handlungen der Verfassungsgebenden Versammlung.
Ende 1791 wanderten seine drei Söhne und seine beiden Schwiegersöhne aus. Der älteste Sohn, François, folgte dem Grafen von Provence, dessen treuer Diener und einer seiner Günstlinge er war. Der Jüngste, Théophile, nahm an der Quiberon-Expedition teil, ebenso wie der Marquis de Grave, der die älteste Tochter des Marquis d’Avaray geheiratet hatte – beide wurden 1795 als Folge dieses Unternehmens erschossen. Eine langwierige Krankheit erlaubte es dem Marquis d’Avaray nicht, seinen Söhnen und Schwiegersöhnen in die Armee der Emigranten, und er konnte sogar erst im Juni 1792 Ludwig XVI. seine Dienste anbieten.
Er und seine Ehefrau Angélique Adélaïde Sophie de Mailly wurden gegen Ende der Terrorherrschaft am 17. Frimaire II (7. Dezember 1793) eingesperrt und blieben neun Monate in Gefangenschaft. Nachdem er durch den 9. Thermidor (den Sturz Robespierres) gerettet wurde, musste er wegen der Emigration seiner Söhne die Hälfte seines Besitzes an den Staat abgeben, konnte aber den anderen Teil seines Vermögens retten, indem er 1795 seine Streichung von der Liste der Emigranten erwirkte.

### Restauration
Der Marquis war während des Kaiserreichs über sechs Jahre lang als Maßnahme der Haute Police unter Hausarrest in seinem Schloss in Avaray und hielt sich bis zum Sturz Napoleons von den öffentlichen Angelegenheiten fern.
Bei der Rückkehr des Grafen von Artois (den spätere König Karl X.) nach Paris am 12. April 1814 erhielt er den Auftrag, nach England und dort nach Hartwell House zu reisen, um den Grafen von Provence von der Rede zu unterrichten, die der Sénat conservateur am Abend von Artois’ Ankunft gerichtet hatte, und von der Antwort, die dieser darauf gab. Er begleitete den Grafen von Provence nach Frankreich, wurde zum Grand Maître de la Garde-robe du Roi ernannt, und am 13. August 1814 zum Lieutenant -général befördert, am 17. August 1815 zum Pair de France erhoben, und am 10. Januar 1816 Mitglied des Verwaltungsrats des Hôtel des Invalides.
Ludwig XVIII. bestätigte ihm am 6. August 1817 den Titel Duc d’Avaray und Pair de France, den er 1799 seinem ältesten Sohn verliehen hatte (der 1811 ohne Nachkommen gestorben war), und fügte am 6. Dezember 1817 das Erbrecht für seine direkten, legitimen und männlichen Nachkommen hinzu. Am 30. September 1820 machte er ihn zum Ritter und Kommandeur im Orden vom Heiligen Geist, am 25. November 1820 zu seinem Ersten Kammerherrn, am 20. August 1820 zum Ritter der Ehrenlegion und am 1. Oktober desselben Jahres zum Gouverneur der 19. Division. Am 29. August 1823 ernannte er ihn zum Offizier der Ehrenlegion.
Im Prozess gegen Marschall Ney stimmte der Duc d’Avaray für den Tod.

## Ehe und Familie
Nach einem Ehevertrag vom 2. und 3. April 1758 heiratete er am 5. April 1758 Angélique Adélaïde Sophie de Mailly de Nesle (* 15. Juli 1739; † 25. Juli 1823), die Tochter von Louis de Mailly, Comte de Mailly-Rubempré, Marquis de Nesle, und Anne Françoise Élisabeth L’Arbaleste de La Borde, mit der er fünf Kinder hatte:
- Antoine Louis François (* 8. Januar 1759; † 4. Juni 1811), Comte, dann (1799) 1. Duc d’Avaray;
- Adélaïde Henriette Élisabeth (* 2. Februar 1762; † 1785); ⚭ 1781 Edme Charles François, Marquis de Grave (* 1754; † erschossen 1795 als Folge der Schlacht um Quberon (21. Juli)), Sohn von François, Marquis de Grave, und Marie Anne Éléonore de Grave de Solas
- Augustine Olympe Sophie (* 7. Juli 1765; † 1809); ⚭ 4. Juni 1784 Antoine René d’Escoubleau, Marquis de Sourdis, Maréchal des camps et armées du roi, Chevalier de Saint-Louis, Officier de la Légion d’honneur;
- Armand Louis Théophile (* 11. September 1766; † erschossen 1795 als Folge der Schlacht um Quiberon (21. Juli))
- Joseph Théophile Parfait (* 22. Oktober 1770; † 11. April 1859), Comte und 1829 3. Duc d’Avaray; ⚭ 25. Februar 1800 Aimée Julie Michel de Tharon